# Björnbergs-Uttertjärnen
Björnbergs-Uttertjärnen är en sjö i Härjedalens kommun i Hälsingland och ingår i Ljusnans huvudavrinningsområde.